# Praça Murillo

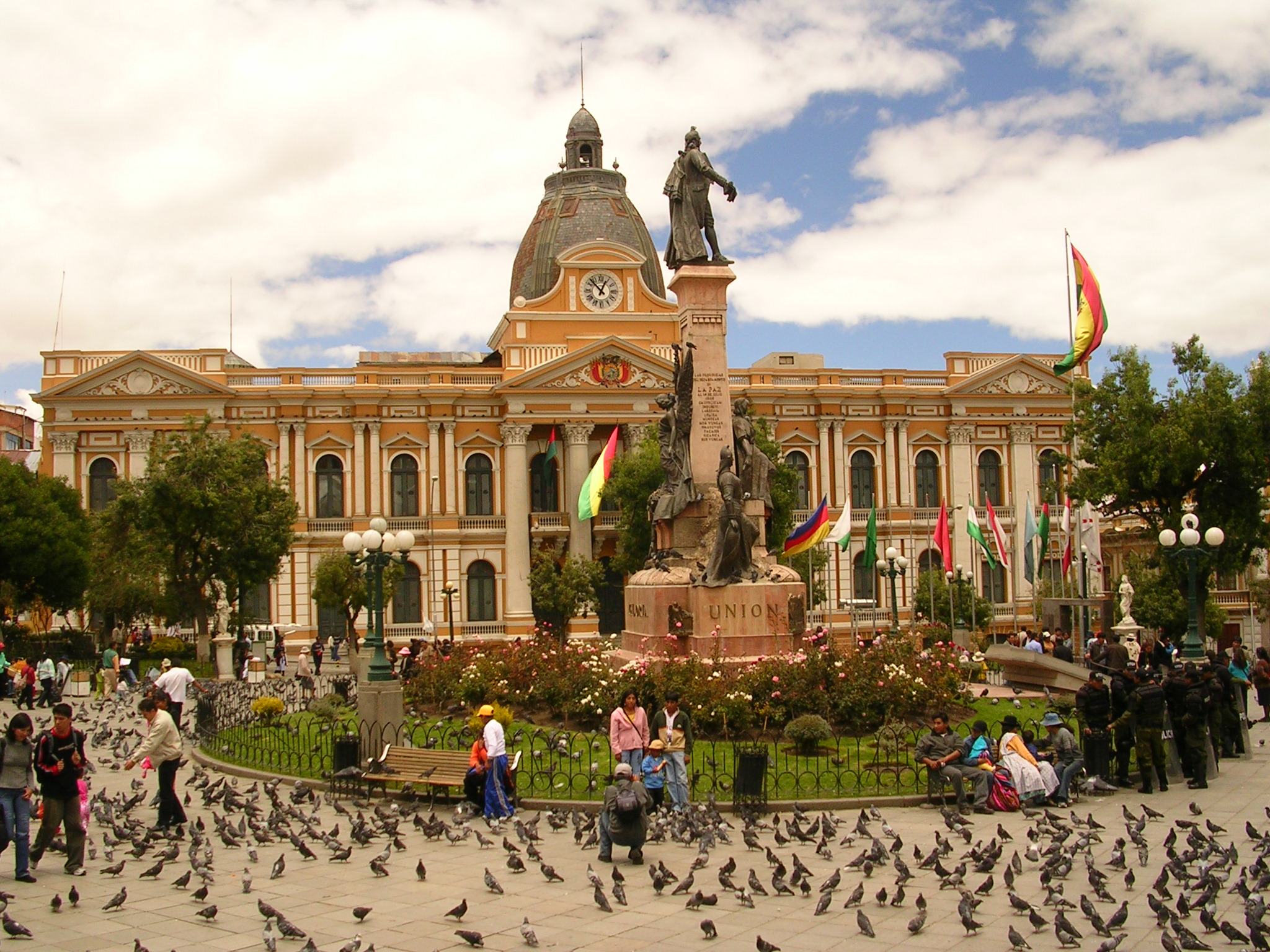
Vista da Praça e monumento a Murillo com o Parlamento da Bolívia ao fundo

A Praça Murillo (Plaza Murillo) é o principal espaço público da cidade de La Paz, capital da Bolívia. Seu nome é uma homenagem a Pedro Domingo Murillo (1759-1810), patriota boliviano e precursor da independência do país.
É também o marco zero a partir do qual se medem as distâncias no país. Situa-se a mais de 3600 metros de altitude.

## História
A história do espaço começa em 1558, dez anos após a fundação da cidade, quando o mestre de obras Juan Gutiérrez Paniagua foi encarregado pelo corregedor Ignacio de Aranda de criar uma nova praça principal para a povoação. Paniagua delineou a praça num terreno plano, ainda que cercado de barrancos, a partir da qual foi delineado o esquema da cidade em forma de tabuleiro de xadrez, com quarteirões perfeitamente regulares, que caracteriza os povoados da América colonial espanhola. Inicialmente foi chamada Plaza Mayor, mais tarde Plaza de Armas.
Os principais edifícios públicos foram dispostos ao redor da praça, como o Cabildo (Casa da Câmara), que começou a ser construído já em 1558. Ainda na época da colônia se estabeleceram ali a igreja matriz, em 1605 elevada a Catedral de La Paz, a Casa do Bispo, a casa da Companhia de Jesus e outras instituições importantes.

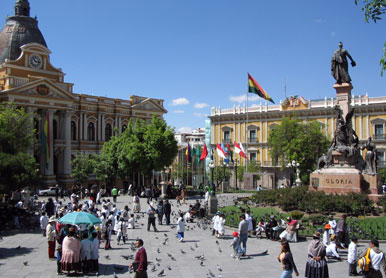
Praça Murillo com o Parlamento da Bolívia (esquerda), Palácio do Governo (direita) e monumento a Murillo

Com o tempo, as edificações ao redor da praça foram sendo substituídas por outras. No lugar do cabildo foi erguido o Palacio Quemado, sede do governo boliviano, enquanto que na área ocupada pelo edifício dos jesuítas foi construída a sede do Congresso da Bolívia. A catedral colonial foi demolida e reconstruída a partir de 1831.
Na época colonial, uma fonte para a população foi construída no meio da praça. Esta foi substituída em 1852 por outra de maior dimensão, encimada pela estátua do deus Netuno. Em 1909 a fonte foi retirada e em seu lugar foi erigido o monumento ao mártir da independência da Bolívia, Pedro Domingo Murillo, e a praça ganhou seu nome atual.
A Praça Murillo foi testemunha de vários acontecimentos cruciais na história boliviana. Na época das guerras de independência da América espanhola, por ali passaram Simón Bolívar e Antonio José de Sucre. Em épocas mais recentes foi cenário importante das revoluções que sacudiram o país, tendo até sido guarnecida de trincheiras em várias ocasões.

## Curiosidade
O prédio da relógio da fachada do Legislativo boliviano (presente na praça), passou a ter a numeração ao contrário além dos ponteiros, para girarem no sentido anti-horário (desde junho de 2014) como forma de conscientizar a população de que a Bolívia é uma nação do Sul e não do Norte.